# Fitosostanze galeniche
Le fitosostanze galeniche sono sostanze farmaceuticamente attive in droghe vegetali. Sono formate dalla pianta durante la crescita e servono a scopi terapeutici.
Le piante contengono sempre diverse sostanze attive oltre a sostanze di "riempimento" che hanno tutte la loro influenza terapeutica. A differenza dei monopreparati sintetici, una pianta partecipa con dozzine di sostanze diverse alla terapia.
Per raggrupparle didatticamente, in galenica si usa fare dei gruppi di sostanze farmaceutiche (rimedi con simili effetti terapeutici). Di seguito ne sono elencate una ventina tra le più divulgate:

## Alcaloidi
Molecole complesse di azoto (N) fortemente basiche, spesso molto velenose e/o psicoattive. Si estraggono dalla pianta con diversi processi:
1. sublimazione (evaporazione e deposito cristallino su superficie fredda);
2. tramite soluzione (cocaina in gasolio);
3. come residuo di distillazione.

Nella macerazione alcool-idrica si liberano spesso se il soluto viene acidulato (aceto, succo di limone, acido ascorbico).

Come infusi o decotti sono esempi "alla buona" gli alcaloidi nervinotonici di caffè, tè, cacao, ...

## Alcool
Gli alcool semplici sono prodotti da processi di fermentazione dei microrganismi (miceti, p. e. Saccharomyces cervisiae)) per la decomposizione metabolica degli zuccheri (o altri carboidrati). Nella produzione di bibite alcooliche si sfruttano questi processi per fabbricare vini, birre, sidri, ... che contengono 3...15% di alcool in acqua.
Per produrre dell'alcool etilico più concentrato si ricorre alla distillazione, che separa l'alcool dall'acqua, perché evapora prima.
Nell'intestino dell'organismo vengono prodotte (per la putrefazione di fibre vegetali da microorganismi del microbiota umano) delle piccole quantità di alcool metilico e in quasi tutti i tessuti anche di tipi più complessi come ad esempio la glicerina (contenuta anche nei tessuti vegetali).

## Amara
Si tratta di un gruppo funzionale piuttosto che chimico, ed è composto da una varietà di entità chimiche diverse con la proprietà comune di stimolare i recettori amari della lingua e di conseguenza la produzione di gastrina con conseguente stimolazione della salivazione,  dei succhi gastrointestinali, biliari e dell'appetito.

Le sostanze amare possono essere semplici, come la naringina dei frutti citrici, o complesse, come nel caso del chinino.

I gruppi principali di molecole amare sono:
- Terpenoidi;
- Flavanoidi;
- Alcaloidi;
- Tannini.

## Antrachinoni
Gli antrachinoni fanno parte della famiglia dei chinoni, pigmenti colorati presenti in molte piante e che però non contribuiscono molto alla colorazione nelle piante evolute; sono infatti presenti nelle cortecce, nei legni o nelle radici, oppure in tessuti, come le foglie, dove sono mascherati da altri pigmenti.  Sono basati su un nucleo comune, l'antracene (tre anelli benzenici uniti).
Gli antrachinoni sono comunque piuttosto rari, e l'emodina è la più comune.  Sono stati studiati soprattutto perché le piante che li contengono sono tradizionalmente utilizzate come rimedi per la stipsi.

Sono sostanze che stimolano la peristalsi intestinale e la secrezione di fluidi intestinali, agendo così come lassativi.
Gli antrachinoni si trovano normalmente nella forma di glicosidi, e la ricerca ha dimostrato che esse viaggiano fino all'intestino crasso, dove vengono trasformate dal microbiota nei rispettivi agliconi (antroni), che sono i principi veramente attivi.
Perché l'azione purgante abbia luogo è necessario che essi vengano ingeriti come glicosidi (quindi preparati a base di agliconi sono attivi solo in dosi molto elevate), che vi sia bile nell'intestino,  e un microbiota intestinale attivo.
Si trovano prevalentemente nelle famiglie delle Poligonaceae, Caesalpinaceae, Rhamnaceae e Liliaceae, in particolare in Cassia angustifolia Senna, Rhamnus purshiana, Rhamnus frangula, Rheum palmatum, Rumex crispus e Aloe vera.

I rimedi che contengono antrachinoni presentano vari problemi: mentre dosi ridotte agiscono soprattutto sulla motilità, dosi più elevate agiscono soprattutto sulle secrezioni elettrolitiche, con effetti deleteri in caso di utilizzo cronico (con insorgenza di abituazione ed eccessiva perdita di elettroliti). 
L'utilizzo cronico di lassativi stimola la iperproduzione di aldosterone, in risposta alla perdita di elettroliti, e questo riduce l'efficacia del lassativo stesso.  L'utilizzo di dosi elevate di lassativi porta allo svuotamento quasi completo del colon; la naturale mancanza di stimolo nella giornata successiva (o anche nei due giorni successivi) spinge i pazienti a riutilizzare il lassativo, magari a dosi più elevati con perpetuazione del circolo vizioso.

Cave! usare queste droghe solo in episodi sporadici e mai per mesi o anni.

## Carboidrati
Carboidrati sono le sostanze più comuni (di costruzione e di riserva energetica) nei vegetali, mentre negli animali sono più frequenti i lipidi come riserve energetiche e le proteine come sostanze costruttive. 
Come dice il loro nome, i carboidrati sono composti di carbonio, ossigeno ed idrogeno, con gli ultimi due elementi di solito presenti nelle stesse proporzioni che nell'acqua.  Essi sono tra i primi prodotti della fotosintesi e formano una grande parte della biomassa vegetale.
Certi tipi di carboidrati sono assimilabili da parte di alcuni animali dopo essere stati trasformati in glucosio, altri invece no, secondo l'apparato genetico degli enzimi disponibili al relativo catabolismo (decomposizione chimica).

Per esempio per l'apparato enzimatico umano sono 
- facilmente assimilabili:	
  - zuccheri come maltosio, glucosio, fruttosio, saccarosio, lattosio, ...
  - Amidi di "semi" macinati come cereali, ..., lievitati e cotti (pane, pasta, ...)
  - Amidi di "radici" cotti e fritti come tuberi, rizomi, ... , patate cotte, arrostite, purea,
  - Amidi di leguminacee come piselli, lenticchie, fagioli, ... cotte
- difficilmente o non assimilabili:	
  - amidi di "semi" crudi, interi come frumento, avena, riso, ...
  - amidi di radici crude
  - amidi di leguminacee fresche
- non assimilabili:
  - amidi di leguminacee secche, lignine (membrana cellul. veget.), cellulosa (strutt. piante verdi), chiamate anche fibre vegetali.

I glucidi servono al corpo per le sue funzioni metaboliche energetiche. Visto che non ci sono glucidi essenziali, nei rimedi giocano un ruolo solo collaterale (p. e. come le "indigeribili" come le fibre vegetali o altri carboidrati di ballasto come le mucillaginose). Incidono di più nella dietetica come nutrienti energetici e sostanze di ballasto.
Vedi anche: Polisaccaridi

## Cumarine
Le cumarine sono le sostanze che si sentono come odori del fieno fresco. Pare che agiscano sulla distensione della muscolatura liscia. In naturopatia vengono sfruttate soprattutto come antiartritici sotto forma di impacchi di fior di fieno e come preparati per uso interno ed esterno di piante come il meliloto, la ruta e la stellina odorosa.

## Fenoli
Sono antisettici, analgesici e anaflogistici. L'acido salicilico è un tipo di fenolo che si trova nel salice, nell'olmaria e nella pervinca, mentre altri tipi di fenoli si trovano nel timo, nel chiodo di garofano e nell'uva ursina.

## Fitoacidi
I fitoacidi (organici) si trovano in molte piante, più negli agrumi e nell'altra frutta. I tipi alifatici (catene) si trovano per lo più in piante come l'ortica, la valeriana e la frutta, mentre le strutture aromatiche (cicliche) si incontrano in fitosostanze resinose come i balsami di benzoa, balsamo di tolu, balsamo di perù, ma anche del mirtillo rosso. Di solito hanno delle proprietà antisettiche, febbrifughe e diuretiche.

## Flavonoidi e Flavoglicosidi
(da: flavus: giallo). Sostanze che rendono più resistenti i vasi capillari. Utili anche contro gli spasmi digestivi e in disturbi cardiovascolari. I tipi più noti sono la rutina, contenuta in piante come l'ippocastano e l'esperidina, contenuta nella buccia di agrumi.

## Glicosidi
Gruppo chimico che, tramite l'idrolisi, si decompone in una parte di zucchero e una di non zucchero. Terapeuticamente è eterogeneo. I glicosidi più usati nella fitoterapia sono i "cardioglicosidi" contenuti nei digitalis, nella convallaria, nello strofantus, nella scilla marina. Cave! Dosaggio solo per esperti.

## Acidi grassi essenziali
Alcuni lipidi essenziali per l'organismo umano si trovano nella semenza di tante piante (salvo il gruppo degli omega-3 che sono riservati quasi esclusivamente ai tessuti animali), anche se raramente in quantità rilevanti. Per coprire il loro fabbisogno serve la dietetica e non i rimedi. Si tratta prevalentemente di olio oleico (uliva, ...), linolici (cereali, ...), linolenici (selvaggina, volatili, pesce, ...), eicosapentaenici e docosahexaenici (volatili, pesce, ...).

## Minerali
I minerali essenziali per l'organismo umano si trovano in quasi tutte le piante (salvo il sodio Na e il ferro Fe), anche se raramente in quantità rilevanti. Per coprire il loro fabbisogno serve la dietetica e non i rimedi. Ne sono ricchi i brodi animali e vegetali, perché sono idrosolubili e vengono estratti in notevoli quantità.

## Mucolasi, mucillaginosi
Sostanze che formano muco nell'acqua. Diminuiscono le irritazioni delle mucose. Non vengono riassorbite. Tante piante ne contengono come la consolida, il lino, il fieno greco, la malva, ... Molti di loro sono polisaccaridi non assimilabili dall'organismo umano che servono da sostanze di ballasto come la gelatina, la pectina, l'agar-agar, ...

## Olii essenziali
Sostanze oleose effimere molto odorose che si ottengono normalmente tramite la distillazione a vapore a 70...90 gradi C, in alambicchi. Hanno degli effetti virostatici, germicidi, metabolici e psichici (odore ⇒ sistema limbico ⇒ neurovegetativo). Uso specifico nell'aromaterapia.

## Oligoelementi
Gli oligoelementi essenziali (minerali rari) per l'organismo umano si trovano ripartiti su tante piante (salvo il ferro Fe), anche se raramente in quantità rilevanti. Per coprire il loro fabbisogno serve la dietetica e non i rimedi. Sono ricchi di nutrienti i semi nocciolosi e i funghi.

## Resine
Tante piante formano delle resine come dei vulneranti e degli "antibiotici" per i propri legni feriti, p.es. tutte le conifere. Ma anche sostanze come l'incenso, la mirra, la benzoa, ... sono resinose. Hanno soprattutto delle proprietà antisettiche e aromatiche e ingerite sono lassative, perché stimolano la peristalsi (motorica intestinale).

## Saponine
Sono dei glicosidi che, quando vengono idrolizzate, danno uno zucchero e un aglicone conosciuto come sapogenina.
Come si comprende dal nome, queste sostanze sono schiumogene in soluzione acquosa, possiedono cioè proprietà surfattanti.  Esse sono infatti molecole piuttosto grandi, con una estremità lipofila ed una idrofila.  Quando sono in soluzione acquosa si allineano perpendicolarmente alla superficie, con l'effetto di ridurre la tensione superficiale dell'acqua e di formare della schiuma.  Le molecole possono allinearsi per formare una configurazione sferica nell'acqua, formando una micella.  Le micelle hanno un centro lipofilo, e ciò spiega la capacità delle saponine di dissolvere i grassi (come p.es. la saponaria).

Le glicosidi saponiniche sono divise in due tipi basati sulla struttura chimica dei loro agliconi sapogenine.
Le cosiddette saponine neutre derivano da steroidi (struttura triterpenoide tetraciclica) con catene laterali di tipo spirocheta; sono presenti soprattutto nelle monocotiledoni.  Le saponine acide possiedono invece una struttura triterpenoidica pentaciclica e sono le più comuni nel mondo vegetale (sono presenti in almeno 70 famiglie)
Le saponine producono emolisi se iniettate endovena, liberano emoglobina con tossicità renale e sono quindi molto tossiche (sono alla base di molti veleni per freccia).  La dose tossica di una saponina si raggiunge quando l'emoglobina libera è abbastanza abbondante da causare una insufficienza renale (l'emoglobina danneggia il delicato epitelio del glomerulo). Le saponine non sono però tossiche a questo modo se vengono assunte per bocca.  Le glicosidi non sono infatti assorbite dal tratto intestinale.  Quando vengono idrolizzate dagli enzimi appropriati si ottengono uno zucchero e l'aglicone, detta sapogenina, che è comunque anch'essa ma assorbita dall'intestino. Tutto questo impedisce che il rene debba sopportare un elevato flusso di emoglobina.
Le saponine sono un gruppo molto eterogeneo sia dal punto di vista chimico sia dal punto di vista degli effetti farmacologici. Le principali attività riscontrate sono: adattogena, espettorante, ipocolesterolemizzante, modulatrice del metabolismo degli steroidi (con effetto antinfiammatorio, estrogenico, ecc.).
Tipiche piante a saponine sono: Dioscorea, Scrophularia, Solidago, Stellaria, Bellis perennis, Verbascum, Primula, Viola, Glycyrrhiza glabra (liquirizia) ed Edera.

## Tannini, acidi tannici
Sostanze che coagulano le proteine (nel senso di prepararle alla conservazione) e rendono inerti dei germi con una membrana proteica. Usate per i gargarismi, le ferite, le infiammazioni superficiali. Sono molto divulgate e contenute soprattutto nelle cortecce e nei legni come la quercia o i pericarpi e le foglie come il noce e in certi rizomi come in tormentilla.

## Vitamine
Certe vitamine per l'organismo umano si trovano in quasi tutte le piante, mentre delle altre sono riservate quasi esclusivamente ai tessuti animali, anche se raramente in quantità rilevanti. Per coprire il loro fabbisogno serve la dietetica e non i rimedi.